# Diaphorus qingchengshanus
Diaphorus qingchengshanus är en tvåvingeart som beskrevs av Yang och Patrick Grootaert 1999. Diaphorus qingchengshanus ingår i släktet Diaphorus och familjen styltflugor.
Artens utbredningsområde är Sichuan (Kina). Inga underarter finns listade i Catalogue of Life.